# 河合ゆい
河合 ゆい（かわい ゆい、2000年11月11日 - ）は、日本の元AV女優。グランツプロ所属していた。

## 経歴
2020年3月、ムーディーズの専属女優としてAVデビュー。
2020年8月より専属を離れ企画単体女優となる。
2022年3月4日のTwitterでAV女優を引退を明かした。

## 人物
14歳（中学2年）の時に当時付き合っていた年上の彼と彼の家で初体験。
デビュー前の経験人数は2人。
AV出演の動機は、色々な経験（特に“イク”こと）をしてみたくて。

## 作品

### アダルトビデオ
- 新人 Debut! 10代最後の大冒険ドキュメント♡（3月13日、MOODYZ）
- 限界を超えた初体験で子宮ビクビク痙攣♡ 初イキ3本番（4月13日、MOODYZ）
- 泡ぬる! 未成年ソープランドでいちゃいちゃ本番しようよ♡（5月13日、MOODYZ）
- 粘着オヤジ達に一日中ねっちょりしつこく痴漢されたワタシ…（6月13日、MOODYZ）
- アナルまる見えで世話焼きしてくるノーパン制服少女（7月13日、MOODYZ）
- 「マジ天使!?」 骨折してオナニーできない僕のチ○コは我慢の限界!それを見かねた美人ナースは使命感に駆られたのか優しく手を添えてくれ… 8（8月14日、DOC）
- 夫じゃイケないしくじり妻が気持ち良すぎて思わず叫んじゃう ごめんなさいGスポット!イクイク ずっーっと腰振り回し続けるイクイク騎乗位中出し（8月28日、アイエナジー）
- イジメられっ子のアイツに可愛い彼女が出来やがって、ムカついたから目の前でレイプしてやった。（9月7日、アタッカーズ）
- マジックミラー号ハードボイルド 飲み会中のほろ酔い女子大生がペニスリング・ローターを初体験! 激震チ○ポで何度もイキ潮を吹かされた素人娘にこっそり中出し! さらに「あなたよりヤリマンな友達を紹介して♡」と呼んでもらったSEX好きJDと中出しの限界に挑戦する連続中出し合計10発!（9月10日、サディスティックヴィレッジ）
- 「SEXしよっ!」優等生で学園のマドンナ。憧れの先輩から誘われて一晩中SEXしまくった（9月11日、ヒメゴト）
- 19年間大切に育てた我が娘が他人の子供だと判明しまして… 一日中ショックだったが次の日にはただのメスに見えて一つ屋根の下で無理やり中出しレ×プをしてしまった… 河合ゆい（9月25日、本中）
- 上京して一人暮らしの兄の部屋に通う妹の中出し近親相姦盗撮映像（9月25日、TMA）
- 「お父さん、お願い… もうヤメて…」父親に幾度も犯され続ける娘の近親相姦映像（9月25日、I.B.WORKS）
- 羞恥 新任女教師が学習教材にされる男子校の性教育 生徒の目の前で無遠慮な指が膣に挿入される! プライドは崩壊するが、子宮の奥から愛液があふれ出る 4（10月8日、サディスティックヴィレッジ）
- SNSで見つけた素人巨乳娘に膣奥までデカチンで激ピス! 初めてのポルチオイキに鬼潮撒き散らしエビ反り絶頂するドM敏感娘。（10月8日、サディスティックヴィレッジ）
- マジックミラー号ハードボイルド 1秒に19回の激ピスマシンバイブで人生初のポルチオイキを体験して潮を吹きまくった彼女さんはデート中の彼氏を裏切ってデカマラを自分から挿入してしまうのか!? 5（10月8日、サディスティックヴィレッジ）
- 対戦相手は巨根AV男優!? 罰ゲームは即ハメ生中出し! かわいすぎるシロウト女子大生が必死にイキ耐える 凄いテク我慢ゲームにチャレンジ!（10月8日、アイエナジー）
- 無防備なノーブラ姿で挑発する女 その挑発に負け興奮を隠せない男 じゃれ合っていただけなのに、つい本気になってしまった幼馴染SEX（10月9日、ヒメゴト）
- 俺だって男なんだけど！無意識に誘惑してくる女友達にムラムラが止まらない!! 河合ゆい（10月16日、MAXING）
- 義親子の肉体関係 性欲処理に利用し合う秘密の仲 夫より大きな肉棒に悦びの家庭内不倫（10月19日、ABC/妄想族）
- 羞恥! 青少年男女混合全裸体力測定2020（10月22日、サディスティックヴィレッジ）
- 涙のノンストップ激イカせSEX2 河合ゆい（11月13日、セレブの友）
- 「好きです! 私と付き合ってください! (嘘) 」ヤリマン女子たちのエロ過ぎる告白ゲームに巻き込まれた結果… ハーレム乱交になる神展開!!（11月19日、Hunter）
- 黒髪娘のクリトリスの形までハッキリわかる! ノーモザイク連続絶頂パンツ越しオナニー（12月24日、アイエナジー）
- デカ尻素人女子大生がむっちり巨尻肉弾ピストンで足腰ガクガク! 肉肉しいケツを鷲掴み・尻穴鑑賞ペロペロ舐めつくし・デカ尻素股で高速ケツ振り・ケツ肉おっぴろげイっても止めない高速ピストンで悶絶痙攣絶頂!（12月25日、赤面女子）
- 完全生3P@ゆい & ちはる ＃ラブホ中出し3P円光 清純派小悪魔ビッチ ゆいだん × 恥ずかしがり屋のドMロ● ちはるたん（12月27日、First Star）

- 制服美少女とわいせつ行為（1月13日、S-Cute）
- 学校No.1ヤリマン女子に初めての告白!「エッチの相性が良かったら付き合ってあげる!」と僕の童貞チ○ポをテスト挿入!  河合ゆい（1月19日、ROYAL）
- 男友達みたいでぶっちゃけ恋愛対象外だった幼馴染がなんか最近エロくてかわいい気がすると思ったら、親父の性処理玩具にさせられていた（2月7日、かぐや姫Pt/妄想族）
- 本気の白濁マン汁を垂れ流してイキまくる!! 素人娘のおま○こズボズボ指オナニー 2（3月1日、OFFICE K’S）
- 上京してきた義妹の制服パンチラを隠し撮り。しようとしたら返討ちに合い絶倫少女2人に1週間ず～っと犯された一部始終（3月3日、変態紳士倶楽部）
- 「私がぁ～君の事ぉ～、たーくさん調教してあげるからねぇ～私の言うことちゃ～んと聞くんだよぉ? わかったぁ～?」 甘えん坊生徒会長、M男君性造日記 河合ゆい 上原千明（3月7日、犬/妄想族）※女性向け作品
- 私立の女子校でずっと温室育ちの娘さんが挑戦!? ラップ1枚隔ててパパの欲望チ○ポに欲情し素股体験させちゃいました♪（3月25日、アイエナジー）
- えっちな女子校生の淫語かたりかけぐちゅぐちゅ連続絶頂ブルマオナニー 6（4月22日、アイエナジー）
- 放課後肉便器 17人目 絹田なお（7月25日、豊彦）※「絹田なお」名義
- 素人美少女とリモコンバイブお散歩 3 ーNK & SBY区編ー「もう我慢できません…//」人混みの中ビクビク震えてイキまくってしまう女子たち！人生初の羞恥プレイでまさかのエロスイッチオン! 車移動中も大胆カーオナニー! 最後は近くのスタジオで心行くまで生セックス!（10月22日、赤面女子）
- ヌキ無しお触り禁止のメンズエステ店に在籍する予約3カ月待ち神メンエス嬢の射精無制限生挿入中出し裏オプションを完全盗撮 2（11月26日、赤面女子）

- 全国のシロウト娘さんと ただ、ヤリたい…ハメたい! 素人ハメ撮り 関東地方編（1月25日、S級素人）

### アダルトVR
- 【河合ゆいVR初登場!】 HQ高画質×バイノーラル録音×2SEX収録! 正常位は抜き挿しバッチリアングル&極みアングルどちらも収録! ヨダレたっぷりキスたっぷり全裸満載の長尺VR!（6月24日、MOODYZ）
- 最後の夏休み。祭りのあとに幼馴染と…（8月13日、unfinished）※「ゆい」名義
- 開脚アナル見せオナニー（8月24日、KMPVR）
- 素人Y (24歳)（8月25日、KMPVR-彩-）※「Y」名義
- Bunny Girl VR Palace（9月11日、KMPVR）
- 天井特化アングルVR ～キス・顔舐め・顔騎編～（9月24日、KMPVR）
- HQ劇的超高画質 無垢な妹の小悪魔射精管理 チ●ポに興味津々ロ●マンで濃厚ザーメン搾り取りッ!（10月1日、ブイワンVR）
- 女子校生による顔騎VR（10月10日、KMPVR）
- 頼んだらツバ3回飲ませてくれたワリキリ制服少女ゆいちゃん【ゴ有】超接近する薄ピンク乳輪＆アナルと顔ハミ出さない覆いかぶさりツバ垂らし騎乗位と接吻しまくり対面座位とデカ尻突きまくりバックとゴム外して【生ハメ】超・覆いかぶさり正常位【中出し】（10月23日、アリスJAPAN）

- HQ劇的超高画質 サークルの姫を徹底制裁! 男を弄ぶ清楚系ビッチめ! 今日からこいつは肉便器!（1月8日、ブイワンVR）
- Tバック尻を堪能しながらフェラチオしてもらえるVR（7月19日、Rookie）
- 女体観察特化 マングリ体位で指ズポオナニーをクンニ目線で観察できるVR（8月1日、ROOKIE）

### アダルト配信
- ゆい (mntj029)（7月28日、港区女子）
- 結衣（8月13日、MOON FORCE）
- 【中出し2発】イキまくりたい美顔妻が他人ち●こで本能のままにハメ狂い! 唯さん / 26歳 / 欲求不満な専業主婦（8月20日、しろうとまんまん）
- ゆいぴょん (las027)（8月29日、＃素人裏アカウント ちょっぴり激しいの好き）
- ハジメテのお泊まりに時間を忘れてエッチに耽るどスケベJ○! 軟乳 & 美尻を痙攣させて半べそでイキまくり! それでも足りずに精子を求めてまさかの逆夜這い―!? 底知れぬ10代の性欲が爆発する! 【ゆいちゃん(彼女)とおじさん(彼氏)の特別な一日】（9月6日、しろうとまんまん）
- セックス好きのエロかわJ●が兄のデカチンにこっそり騎乗! 初のデカチンに気持ち良さと腰が止まらないでいると、起きた兄に激ピスで応戦されるwww ゆい / 18歳 / 兄を夜這いするJ●妹（9月8日、しろうとまんまん）
- ゆい (opcyn111)（9月23日、おっぱいちゃん）
- ゆらちゃん (svmm034)（9月30日、マジックミラー号ハードボイルド）
- ゆい (gerk311)（10月8日、ゲリラ）
- 逆に清純!? ピル飲み美少女カフェ店員!! 付き合う前にカラダの相性チェックが最重要事項!! デートも早々に切り上げて… ラブホにゴー!! 美乳できれいな大きなお尻に美少女フェイスで濃厚フェラでってサービス良すぎ…!! 生ナカOKのピル飲み済って…最 & 高じゃないっすか!! / 拝啓、美人店員さま / 三通目 ゆか / 19歳 / 付き合う前にカラダの相性チェック必須の隠れビッチ!? 美少女カフェ店員!!（11月10日、プレステージプレミアム）
- 清純系ビッチの化身!? 美少女を発見!! 承認欲求と性的欲求がヤバめで敏感な承認欲求クリトリスを言葉とシャッターで刺激して… ほんちゃんクリトリスを指と舌で激イキ刺激!! 生チン受け入れ欲求も昂ぶり…2連中出し敢行!! _＃被写体希望_＃01 ゆいちぇ☆がっぱーな / 20歳 / 映える写真が欲しいし出会いも欲しい!! 欲張り清純系ビッチ!?（11月13日、プレステージプレミアム）
- ゆい (orec665)（12月24日、俺の素人）

- ゆい (scute1091)（1月6日、S-Cute）
- ラグジュTV 1350 川田歩 26歳 百貨店受付嬢  神下半身の受付嬢! 大きくて引き締まったメリハリのある尻と太腿! 背後から突かれて揺れるアングルはまさに絶景!! 揺れる度に漏れる甲高い喘ぎ越えも興奮を誘う!（1月8日、ラグジュTV）
- 【初撮り】【照れリ..】【癒し系美白JD】色白癒し系の現役JDは照れながらも絶頂を迎えてしまう。自宅待機で溜まってしまった性欲を.. ネットでAV応募→AV体験撮影 1446 ゆい 21歳 女子大生（1月19日、シロウトTV）
- ザッツ断らない女!!! 【何でもワガママ叶えてくれるエロ偏差値SSS級美女!!!】×【超絶敏感体質 & ドMのど変態蛇口ま●こで激震ビクビク脳イキ連続絶頂!!!】：朝までハシゴ酒 68 in 池袋駅周辺 ユイ 20歳 エステティシャン（1月29日、プレステージプレミアム）
- れい (spcy016)（3月8日、しろうとパックンチョ!!）
- Yちゃん (y002)（4月1日、ゆず故障）
- マジ軟派、初撮。 1628 ゆい 22歳 大学生 (就活中)  就活中の女子大生をインタビューと称してナンパ！飲んでホテルへ連れ込みじゃれ合って… 気づけばパンスト破いて大きなお尻を堪能! 笑顔もハメられ顔もかわええ!!（4月29日、ナンパTV）
- ゆい (idjs051)（6月21日、今ドキ女子の性事情）
- ゆい (sqb120)（9月24日、シロウト急便）
- まこ (orec910)（10月18日、俺の素人-Z-）
- ゆい（12月19日、れいわしろうと）

### イメージDVD
- Yui キューティープリティードール（2020年8月20日、REbecca）[6]

## 書籍

### デジタル写真集
- Yui キューティープリティードール（2020年11月20日、REbecca）

### 雑誌
- 月刊FANZA 2020年5月号（ジーオーティー） - インタビュー

## 出演

### テレビ
- 魚拓と成瀬のツキとスッポンぽん #297,#298（2020年5月10日,17日、パチ・スロ サイトセブンTV）